# Hermann Adam
Hermann Adam (* 19. Januar 1948 in Berchtesgaden) ist ein deutscher Wirtschafts- und Politikwissenschaftler.

## Leben
Adam machte 1966 Abitur am Städtischen Rethel-Gymnasium in Düsseldorf und studierte danach Volkswirtschaft, Politikwissenschaft und Soziologie an der Universität zu Köln und der Christian-Albrechts-Universität zu Kiel. 1971 legte er das Examen als Diplom-Volkswirt (sozialwissenschaftliche Richtung) in Köln ab, 1978 wurde er an der Carl von Ossietzky Universität Oldenburg zum Dr. rer. pol. promoviert.
Von 1970 bis 1977 war Adam als wissenschaftlicher Referent beim Wirtschafts- und Sozialwissenschaftlichen Institut des Deutschen Gewerkschaftsbundes (WSI) in Düsseldorf tätig. Er gehörte 1975 zu den Unterzeichnern des Memorandums „Für eine wirksame und soziale Wirtschaftspolitik“, aus dem die Arbeitsgruppe Alternative Wirtschaftspolitik hervorging. Nach dem WSI arbeitete er bis 1984 als verantwortlicher Lektor beim Bund-Verlag in Köln. Von 1984 bis 2011 war er schließlich Referent beim Deutschen Sparkassen- und Giroverband.
Adam erhielt seit 1978 Lehraufträge verschiedener Hochschulen und wurde 1992 zum Honorarprofessor der Heinrich-Heine-Universität Düsseldorf ernannt. 2004 folgte die Ernennung
zum Honorarprofessor an der Freien Universität Berlin.
Bereits in den 1970er-Jahren verfasste Adam mehrere volkswirtschaftliche Einführungslehrbücher, die über den engen akademischen Bereich  hinaus weite Verbreitung fanden.  Das brachte ihm damals  den Ruf als „Erfolgsautor des  Wirtschafts- und Sozialwissenschaftlichen Instituts des DGB (WSI)“ ein. Seine Stärke wird in der klaren Positionierung gesehen.  So kritisierte Adam bereits,  lange bevor die Schere zwischen Arm und Reich zum Thema in allen Medien wurde,  in seinem Grundlagenwerk „Wirtschaftspolitik und Regierungssystem der Bundesrepublik Deutschland“  die soziale Marktwirtschaft, weil sie die Kernideen von einer gleichmäßigen Verteilung des Wohlstands und einer auch im Bereich der Wirtschaft demokratisierten Gesellschaft bisher nicht verwirklicht habe.
In seinem  2013 erschienenen Lehrbuch über „Steuerpolitik in 60 Minuten“ bringt Adam nicht nur die schwierige  Materie der Steuerpolitik einem breiten Leserkreis nahe,  sondern wirbt auch um Verständnis für die Politik, die sich gerade in diesem Politikfeld einem äußerst komplexen Entscheidungsprozess ausgesetzt sieht.
In der Monatszeitschrift OXI hat er in den Jahren 2016 und 2017 regelmäßig Begriffe zum Wirtschafts-ABC erläutert und zahlreiche Grundlagenartikel veröffentlicht. Seit 2018 ist er Mitherausgeber der perspektiven ds, der Zeitschrift der Hochschulinitiative Demokratischer Sozialismus (HDS).

## Schriften (Auswahl)
- Wirtschaftspolitik und Regierungssystem der Bundesrepublik. Eine Einführung, 3. Auflage, Leske + Budrich, Opladen 1995, ISBN 978-3-810-01502-0.
- Bausteine der Volkswirtschaftslehre, 14. Auflage, Bund Verlag, Frankfurt am Main 2000, ISBN 978-3-766-33189-2
- Bausteine der Wirtschaft. Eine Einführung, 16. Auflage, Springer VS, Wiesbaden 2015, ISBN 978-3-531-19505-6
- Bausteine der Politik. Eine Einführung, VS Verlag für Sozialwissenschaften, Wiesbaden 2007, ISBN 978-3-531-15486-2.
- Steuerpolitik in 60 Minuten, Springer VS, Wiesbaden 2013, ISBN 978-3658026134.
- Wirtschaftspolitik. Eine Einführung, Springer VS, Wiesbaden 2023, ISBN 978-3-658-37978-0.
- Finanzpolitik. Eine Einführung. Kohlhammer, Stuttgart 2024, ISBN 978-3-17-043438-7.